# ЖОК Бимал Јединство
ЖОК Бимал - Јединство је женски одбојкашки клуб из Брчко Дистрикта, Босна и Херцеговина. ЖОК Бимал Јединство је најтрофејнији и најуспјешнији женски одбојкашки клуб у Босни и Херцеговини.

## Историјат
Женска одбојка у Брчком почела је да се игра 1946. године у оквиру омладинске радне акције "Брчко-Бановићи" а активно се играла и током педесетих, шездесетих и седамдесетих година. ЖОК Јединство основано је 1996. године и одмах се нашло у самом врху одбојке у Републици Српској и Босни и Херцеговини, а клуб је убрзо израстао у најуспјешнији одбојкашки клуб у земљи. Најбоље резултате, клуб је забележио након 1999 под тренером Гораном Хаџићем.
Од сезоне 2013/14 клуб се из спонзорских разлога зове ЖОК Бимал Јединство, јер је брчанска компанија "Бимал" постала генерални спонзор клуба.
У 11 сезона Премијер лиге БиХ титулу су брчанке освојиле 10 пута, а само су у првој сезони 2005/06 завршиле на другом мјесту. Такође, Куп Босне и Херцеговине освојиле су 8 пута у 11 сезона док су Куп Републике Српске освојиле чак 14 пута у 23 одиграна такмичења.
Од сезоне 2007/08 ЖОК Бимал Јединство је стални учесник европских такмичења а највећи успјеси на међународној сцени су осмина финала ЦЕВ Купа у сезони 2010/11 и осмина финала ЦЕВ Џеленџ купа у сезони 2013/14. У сезони 2016/17 Бимал Јединство је по први пут дебиловало у ЦЕВ Лиги шампиона.
Новембра 2017, Јединство је освојило 12. узастопни куп Републике Српске, односно 15. трофеј у овом такмичењу од његовог оснивања.

## Састав екипе за сезону 2017/18.
| #  | Име и презиме      | Датум рођења       | Висина | Масивност | Позиција       | Смеч | Блок |
| -- | ------------------ | ------------------ | ------ | --------- | -------------- | ---- | ---- |
| 1  | Наташа Слијепчевић | 22. децембар 1994. | 189    | 78        | коректор       | 315  | 295  |
| 2  | Сандра Митровић    | 21. децембар 1984. | 177    | 66        | примач сервиса | 275  | 272  |
| 3  | Јована Биберџић    | 12. април 2001.    | 182    | 79        | примач сервиса | 278  | 270  |
| 4  | Душка Кењало       | 11. фебруар 2001.  | 191    | 68        | коректор       | 289  | 277  |
| 5  | Ивана Радовић      | 6. август 2000.    | 185    | 62        | примач сервиса | 287  | 280  |
| 6  | Милица Крстојевић  | 20. новембар 1988. | 190    | 82        | средњи блокер  | 320  | 300  |
| 7  | Жана Драгутиновић  | 17. фебруар 1997.  | 186    | 66        | средњи блокер  | 295  | 290  |
| 8  | Милица Ивковић     | 2. мај 1993.       | 174    | 55        | либеро         | 289  | 279  |
| 9  | Ана Гајић          | 26. мај 1994.      | 189    | 81        | средњи блокер  | 291  | 280  |
| 10 | Ајла Синановић     | 10. фебруар 1991.  | 173    | 60        | либеро         | 274  | 272  |
| 12 | Ања Јовић          | 11. јун 2001.      | 177    | 52        | дизач          | 275  | 272  |
| 14 | Нина Видаковић     | 20. јануар 2001.   | 178    | 58        | дизач          | 284  | 279  |
| 15 | Вера Костић        | 2. новембар 1996.  | 184    | 67        | дизач          | 284  | 279  |
| 16 | Рада Костић        | 23. децембар 1998. | 183    | 61        | примач сервиса | 283  | 278  |

## Познате играчице
| - Дијана Васић |